# 권오용
권오용(權五勇, 1955년 10월 18일 - )은 SK 부사장이다. 동아생명보험 상무이사, SKT 기업문화실장 전무 등을 역임하였으며 2003년 산업자원부장관표창을 수상하였다.

## 학력
- 서울대학교 사범대학 부설고등학교
- 고려대학교 정치외교학과

## 경력
- 1986년 : 독일 BDI,영국 CBI 파견
- 1988년 : 전국경제인연합회 총무부 과장직대
- 1994년 : 일본 경단련 파견
- 1995년 : 전국경제인연합회 기획홍보본부장, 홍보팀장, 홍보본부장 (1급)
- 1996년 : 금호그룹 회장실 홍보담당 상무
- 2000년 : 동아생명보험 홍보담당 상무이사
- 2000년 5월 : KTBNETWORK 상무이사
- 2004년 : SK 기업문화실장 전무
- 2006년 : SK텔레콤 기업문화실장 전무
- 2007년 : SK 브랜드관리실장, 부사장
- 2007년 : 한국광고자율심의기구 광고심의기준위원회 심의위원
- 2012년 2월 : SK주식회사 비상임고문
- 2013년 11월 ~ 2020년 : 효성그룹 홍보총괄 상임고문
- 2020년 7월 : 미래한국 편집위원회 편집고문
- 한반도인권과통일을위한변호사모임 감사

## 수상
- 1989년 조세의 날 재무부장관 표창
- 1996년 부총리 표창 (OECD가입유공)
- 2003년 제6회 산업협력대상 산업자원부장관표창
- 2005년 제32회 매일경제광고대상 "올해의 광고인상"
- 2009년 한국PR협회 선정 올해의 PR인

## 저서
- 1997년 제5의 경영자원 기업홍보
- 1999년 경영자의 매스컴사귀기
- 2001년 한국 병(病) : 진단과 처방